# Kalmberg
Kalmberg är en svensk adlig ätt som stammar från Södermanland. Före adlandet 1650 hette ätten Kalm.
Det fanns den 3 december 2015 ingen med efternamnet Kalmberg folkbokförda i Sverige.